# تاريخ نيكاراغوا

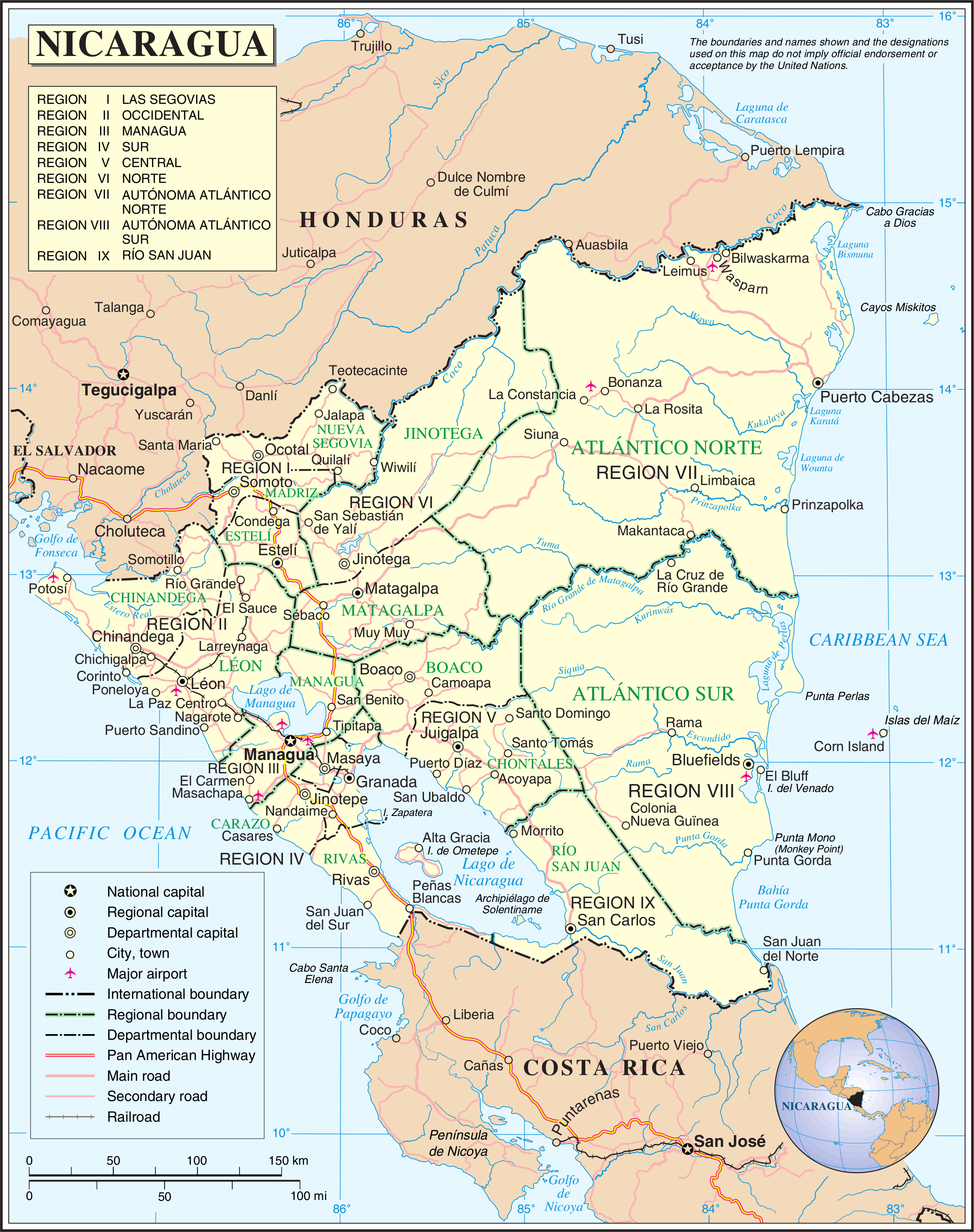
خريطة نيكاراغوا.

جمهورية نيكاراغوا هي إحدى الدول التي يتكون منها مضيق أمريكا الوسطى وعاصمتها ماناغوا تحدها من الشمال هندوراس، ومن الغرب المحيط الهادئ، ومن الجنوب كوستاريكا ومن الشرق البحر الكاريبي. وهي ثالث أقل دولة من حيث كثافة سكانية في منطقة أمريكا الوسطى.
يُشتق اسم «نيكاراغوا» نسبةً إلى النيكاراو وهم قبيلة من السكان الأصليين الذين عاشوا وأقاموا على ضفاف بحيرة نيكاراغوا وتحدثوا إحدى اللغات الناواتلية (اللغة البيبيلية أو الناواتية) في فترة ما قبل الاستعمار الإسباني للأمريكتين، وبالنسبة للفظ «اغوا» فهي كلمة إسبانية تعني «المياه» وهي دلالة على وفرة موارد المياه العذبة مثل بحيرة نيكاراغوا وبحيرة ماناغوا، إضافةً إلى الأهوار والأنهار المنتشرة في المنطقة.

## ما قبل كولمبوس نيكاراغوا
هاجر البشر من وسط المكسيك بعد عام 500م.
لقد قامت مجموعة متعاقبة من الحكومات الهندية باحتلال المنطقة المطلة على المحيط الهادئ والمرتفعات الوسطى. والجدير بالذكر أن هؤلاء الهنود أنشأوا المدن المحصنة، وكانت لديهم أسواق متطورة للغاية، ونظام للطبقات الاجتماعية شمل الرقيق. أما بالنسبة للإقليم الكاريبي فقد عاشت في جنباته مجتمعات هندية أقل تطورًا. وكانوا يتحصلون على غذائهم عن طريق الصيد وصيد الأسماك. إضافةً إلى الزراعة والمحاصيل الزراعية. وكان سكان شرق نيكاراغوا لهم علاقات تجارية مع سكان الإقليم الكاريبي.
عندما وصل كريستوفر كولمبوس إلى نيكاراغوا، وجد ثلاثة قبائل؛ يتحدثون ثلاثة لغات مُختلفات مع ثلاثة حُكّام وأعراف وتقاليد مُختلفة لكل قبيلة. وكانت كُل قبيلةٍ منهم تحتل جُزءًا كبيراً من نيكاراغوا.

## الاستعمار الاسباني
وصل كريستوفر كولمبوس إلى ما يعرف الآن بنيكاراغوا في عام 1502 وأعلن ملكيتها لإسبانيا. وقد قامت حملة أسبانية من بنما باستكشاف المنطقة المطلة على المحيط الهادئ عام 1522. وقد عُمَّد كثير من الهنود النيكاراغويين الذين كانوا يعيشون في المنطقة إلى الطائفة الكاثوليكية. ثم وصلت حملة أخرى من بنما في عام 1524. وفي عام 1570 خضعت نيكاراغوا لسيطرة ما عرف بمحكمة جواتيمالا وهي محكمة عليا مؤلفة من قضاة أو مديرين أسبان وشيوخ مسنين.
قام الإسبان باستكشاف سواحل نيكاراغوا المطلة على البحر الكاريبي، لكنهم لم يستقروا هناك. وفي القرنين السابع عشر والثامن عشر قام أوروبيون آخرون، وخاصة الإنجليز، باحتلال تلك المنطقة من وقت لآخر. وكان القراصنة الإنجليز والهولنديون والفرنسيون يمتلكون مخابئ هناك ويهاجمون الإسبانيين المبحرين في الكاريبي. كما كان القراصنة أيضًا يقومون بغزو المدن الإسبانية الواقعة إلى الغرب. وفي القرن الثامن عشر سيطر الإنجليز على هنود موسكيتو على الساحل الكاريبي. وقد تنازلت بريطانيا عن سيطرتها على المنطقة لصالح نيكاراغوا في أواسط القرن التاسع عشر بموجب اتفاقية مع الولايات المتحدة الأمريكية.

## الاستقلال
أعلنت نيكاراغوا وكذلك بقية دول أمريكا الوسطى استقلالها في الخامس عشر من سبتمبر 1821. وأصبحت نيكاراغوا فيما بعد جزءًا من الإمبراطورية المكسيكية، لكنها انفصلت عنها عام 1823 وشكلت اتحاد مناطق أمريكا الوسطى. وقد اتبع هذا الاتحاد عمومًا سياسات اقتصادية وسياسية متحررة. فقد أقرّت الدول الأعضاء على سبيل المثال مختلف حقوق الإنسان وأنهت الحقوق الخاصة للنبلاء الأقوياء والكنيسة الكاثوليكية.
بدأ هذا الاتحاد يتفكك تحت تأثير ضغوط مختلفة، شملت الجهود التي بذلها ملاك الأراضي المحافظين ورجال الدين لاستعادة امتيازاتهم القديمة.
وفي عام 1838، تخلت نيكاراغوا عن الاتحاد. وكان قد نشأ في ذلك الوقت نزاع كبير بين ليون المركز المتحرر وجرانادا المحافظة. وقد تصارعت هاتان المدينتان للسيطرة على نيكاراغوا واندلع القتال عدة مرات.
طلب أحرار ليون من وليم ووكر المغامر العسكري الأمريكي مساعدتهم، وفي عام 1855 وصل ووكر مع عصبة من أتباعه واستولى على جرانادا في هجوم مباغت. لكنه بدلاً من أن يساعد الأحرار، استولى على الحكم في عام 1856. وفي العام التالي تحالف الأحرار والمحافظون وطردوا ووكر من البلاد.

## الولايات المتحدة الأمريكية ونيكاراغوا
كانت الولايات المتحدة على مدى سنوات عديدة تعتزم بناء قناة عبر نيكاراغوا لتربط بين المحيطين الأطلسي والهادئ. وفي عام 1901 فرض رئيس نيكاراغوا خوزيه سانتوس زيلايا قيودًا معينة على امتيازات الولايات المتحدة في منطقة نيكاراغوا المقترحة. ولم تقبل الولايات المتحدة هذه القيود، وحولت اهتمامها إلى بنما لتكون موقعًا للقناة. ثم هدد زيلايا ببيع الامتيازات في القناة إلى دولة منافسة للولايات المتحدة. كما مارس مزيدًا من الضغط وذلك بإلغائه للعقود المبرمة مع عدد من الشركات في الولايات المتحدة.
وفي عام 1909 اندلعت ثورة ضد زيلايا الحاكم الصارم، وعُزل من منصبه بعد وقوف الولايات المتحدة إلى جانب الثوار. وفي عام 1911 بدأت المصارف الأمريكية تُقدم القروض إلى نيكاراغوا بمقتضى اتفاقيات منحتها السيطرة على تمويلها إلى أن تم وفاء الديون في عام 1925. وقد قام مشاة البحرية الأمريكية بالنزول في نيكاراغوا عام 1912 وذلك لقمع القوى التي عارضت السيطرة الأمريكية. وقد بقي هؤلاء في نيكاراغوا بصورة مستمرة تقريبًا حتى عام 1933 وذلك لحماية مصالح الولايات المتحدة والإشراف على الانتخابات.
لقد حاول بعض الثوار الذين كان يقودهم الجنرال أوغستو سيزر ساندينو إجبار القوات الأمريكية على مغادرة نيكاراغوا. وقاموا بين عامي 1927 و1933 بالعديد من الغارات على مشاة البحرية الأمريكية في مخابئهم الواقعة في الجبال. وقد دربت الولايات المتحدة جيشًا نيكاراجويًا جديدًا أطلق عليه اسم الحرس الوطني، لمساعدة مشاة البحرية. وقد أصبح أناستاسيو سوموزا جارسيا رئيسًا للحرس الوطني عام 1933. وفي عام 1934 وبعد رحيل مشاة البحرية كلف سوموزا أعضاء من الحرس الوطني باغتيال ساندينو.

## العصر السوموزي
أجبر سوموزا الرئيس خوان ساكاسا على الاستقالة عام 1936. وأصبح سوموزا الذي كان ابن أخي ساكاسا، رئيسًا في العام التالي بعد انتخابات كان هو المرشح الوحيد فيها. وقد حكم حكمًا دكتاتوريًا وأقام قوة سياسية واقتصادية كبرى لنفسه ولأسرته.
ومنذ عام 1937 وحتى عام 1979 تولت أسرة سوموزا حكم نيكاراغوا إما بتقلد أحد أعضائها لمنصب الرئاسة أو باعتبارها القوة الحقيقية وراء الحكومة. تم اغتيال أناستاسيو سوموزا عام 1956م، وخلفه رئيسًا للبلاد ابنه الأكبر لويس. وبقي لويس في الرئاسة حتى عام 1963. ووصل أخوه أناستاسيو سوموزا ديبايلي إلى الرئاسة في عام 1967. كان السوموزيون بشكل عام راغبين في التعاون مع الولايات المتحدة وتلقوا الدعم من الحكومة الأمريكية.
ساهم الاستقرار السياسي في ظل حكم الأسرة السوموزية في اجتذاب الاستثمارات الأمريكية، مما ساعد على توسعة اقتصاد نيكاراغوا. وقد تم بناء طريق راما البالغ طوله 257كم بين عامي 1968 و1980 بمساعدة من الولايات المتحدة. وقد ساعد هذا الطريق على الربط بين سواحل المحيط الهادئ والبحر الكاريبي في نيكاراغوا. في عام 1972 حدث زلزال في نيكاراغوا قُتِلَ فيه حوالي 5,000 نسمة. وقد دمر جزءًا كبيرًا من ماناجوا. ثم تم إعادة بناء المدينة قرب موقع الزلزال. كما حدث عام 1972م أن قام الرئيس أناستاسيو سوموزا ديبايلي بتحويل السلطة الرسمية إلى مجلس سياسي مدني. لكنه ظل يحكم من وراء الكواليس بصفته رئيسًا للحرس الوطني. وفي عام 1974 جرى انتخاب سوموزا رئيسًا للبلاد لمدة ست سنوات.
بدأت احتجاجات واسعة النطاق على حكم سوموزا في أواسط السبعينيات من القرن العشرين الميلادي. وقد طالب خصوم سوموزا بتنحيته عن منصبه، خاصة وأن الكثير من خصومه ينتمون إلى جبهة تحرير الساندينيستا الوطنية التي كانت في ذلك الوقت تشكل جماعة عصابات. وقد سُميت الجماعة باسم أوغستو سيزر ساندينو وقد انضم العديد من الجماعات السياسية والاقتصادية الأخرى إلى الساندينيستيين ضد سوموزا. وفي عام 1978 تحول الصراع الناشب بين الثوار والحكومة إلى حرب أهلية. وقد ربح الثوار الحرب في شهر يوليو من عام 1979، وأرغموا الرئيس سوموزا على الاستقالة والرحيل عن البلاد. ثم كونوا حكومة جديدة. وفي عام 1980 تم اغتيال سوموزا في باراجواي.

## وصلات خارجية
- استقلال نيكاراغوا